# Mariela Laurora
Mariela Laurora (ur. 11 sierpnia 1977) – argentyńska lekkoatletka, tyczkarka.

## Osiągnięcia
| Rok  | Zawody                                   | Miasto        | Miejsce    | Wynik |
| ---- | ---------------------------------------- | ------------- | ---------- | ----- |
| 1996 | Mistrzostwa Ameryki Południowej juniorów | Bucaramanga   | 2. miejsce | 2,90  |
| 1997 | Mistrzostwa Ameryki Południowej          | Mar del Plata | 3. miejsce | 3,45  |